# Tom Sherak
Tom Sherak (* 22. Juni 1945 in New York City, New York; † 28. Januar 2014 in Calabasas, Kalifornien) war ein US-amerikanischer Filmproduzent. Er war von 2009 bis 2012 Präsident der Academy of Motion Picture Arts and Sciences.

## Leben
Tom Sherak wuchs in Brooklyn auf. Während des Vietnamkriegs wurde er zum Militär einberufen, musste jedoch nur zwei Jahre als Personnel Specialist im Fort Monroe in Virginia verbringen. Für kurze Zeit arbeitete er an der Wall Street. 1970 begann Sherak seine Laufbahn in der Filmindustrie. Er arbeitete zunächst in den Filmverleih-Büros von Paramount Pictures in New York, Washington, D.C. und St. Louis. Anschließend wurde er Chef-Filmeinkäufer der Kinokette General Cinema Corporation. 1983 kam er zu 20th Century Fox. Dort war er über 18 Jahre lang in den Bereichen Verleih, Marketing und Postproduktion tätig, zuletzt in der Position des Chairman der 20th Century Fox Domestic Film Group. Danach arbeitete er sieben Jahre lang als Partner bei Revolution Studios.
Tom Sherak war bereits jahrelang Mitglied der Academy of Motion Picture Arts and Sciences gewesen, als er 2003 in deren Board of Governors berufen wurde. Für eine Amtsperiode war er Schatzmeister. Von 2009 bis 2012 war er Präsident der Academy. Sein Nachfolger wurde Hawk Koch. 2010 erhielt Sherak ein Ehrendoktorat der Academy of Art University in San Francisco. Im November 2013 begann er für ein Gehalt von einem US-Dollar pro Jahr eine Tätigkeit in der Stadtverwaltung von Los Angeles, bei der er Anreize für den Fortbestand der Film- und Fernsehindustrie in Hollywood setzen sollte.
Sherak war auch bekannt für sein Engagement in Multiple-Sklerose-Wohltätigkeitsorganisationen. Seine Tochter Melissa hat Multiple Sklerose.
Im Jahr 2001 wurde bei Sherak Prostatakrebs diagnostiziert. Nachdem er sich 2013 einer intensiven Chemotherapie unterzogen hatte, verschlechterte sich sein Gesundheitszustand Anfang 2014 erneut. Ende Januar 2014 verstarb er im Alter von 68 Jahren. Er hinterließ seine Frau sowie zwei Töchter und einen Sohn. Sein Sohn William ist ebenfalls Filmproduzent.

## Filmografie
- 2001: The One
- 2005: Rent